# برگزیده‌های ارکسترال
«برگزیده‌های ارکسترال» (به انگلیسی: Orchestral Favorites) آلبومی از هنرمند اهل ایالات متحده آمریکا فرانک زاپا است که در سال ۱۹۷۹ میلادی منتشر شد.